# Friedrich Hayek
Friedrich A. Hayek, rojen kor Friedrich August von Hayek (nem. ˈfʁiːdʁɪç ˈaʊ̯ɡʊst ˈhaɪ̯ɛk), avstrijsko-britanski ekonomist in politični filozof, * 8. maj 1899, Dunaj, Avstro-Ogrska, † 23. marec 1992, Freiburg im Breisgau, Nemčija.
Najbolj znan je po svoji kritiki Keynesove države blaginje in totalitarnega socializma. Hayek je eden najpomembnejših mislecev liberalizma v 20. stoletju in velja po nekaterih proučevalcih njegovega dela za najpomembnejšega predstavnika neoliberalizma, ki je sicer bil v krizi neoliberalizma precej kritiziran, a se sam ni nikoli opisal kot neoliberalist. Leta 1974 je prejel Nobelovo nagrado za ekonomijo, ki jo je delil s švedskim ekonomistom Gunnarjem Myrdalom.

## Življenje

### Zgodnja leta
Friedrich August von Hayek je bil rojen na Dunaju 8. maja 1899 v premožno in plemiško družino kot sin botanika in zdravnika Augusta von Hayeka in Felicitas Hayek (roj. von Juraschek), ki je bila hči profesorja. Čeprav je avstrijska vlada leta 1919 prepovedala plemiške nazive in so se Hayekovi morali odpovedati nazivu 'von' v svojem družinskem imenu, so se kljub temu še zmeraj zavzemali za nadaljevanje svoje učenjaške tradicije. Friedrich Hayek je bil najstarejši od treh sinov Augusta in Felicitas, ki so bili Friedrich, Heinrich (1900–1969) in Erich (1904–1986). 
Že v mladih letih je imel Hayek željo po izobrazbi in zaradi materinih sorodstvenih vezi je bil Hayek v sorodu s filozofom Ludwigom Wittgensteinom, s katerim se je Hayekova mama dobro razumela, kar je omogočilo, da je Hayek bil eden od prvih, ki so lahko prebrali Wittgesteinov Logično-filozofski traktat, ko so ga izdali leta 1921. Hayek je kasneje rekel, da je Wittgesteinova filozofija skupaj z njegovimi metodami analize imela ogromen vpliv na njegovo življenje in razmišljanje. Po Wittgesteinovi smrti je Hayek nameraval napisati biografijo o Wittgesteinu, a je kasneje kot vir informacij raje pomagal biografom, ki so se ukvarjali z Wittgensteinom.
V svojih šolskih letih je bil Hayek navdušen nad predavanji svojega domačega učitelja o Aristotelovi etiki. 
Med prvo svetovno vojno je leta 1917 postal del topniškega polka v avstro-ogrski vojski in se je boril na italijanski meji, preden se je ob koncu vojne odločil zasledovati akademsko kariero, s katero bi poskusil najti rešitev, ki bi omogočila, da bi premagali prihodnja trenja, kot so bila tista, ki so vodila k izbruhu prve svetovne vojne.

### Šolanje
Zaradi svoje želje po znanje je v času svojega univerzitetnega šolanja izbral obširen študij filozofije, psihologije in ekonomije ter pridobil doktorata v pravu in politični znanosti. V kratkem obdobju, ko je bila Univerza na Dunaju zaprta, se je Hayek vpisal na inštitut Constantina von Monakowa za anatomijo možganov, kjer se je začel zanimati za delo Ernsta Macha, ki ga je spodbudilo k nastanku njegovega prvega akademskega projekta leta 1952, ki je bil kasneje izdan kot Sistematika čutil (The Sensory Order). Ob istem času, ko se je Hayek vrnil nazaj k študiju na univerzi, je prišel v kontakt z delom Carla Mengerja na področju razlagalne strategije socialne znanosti skupaj s Friedrich von Wieserjevim delom, ki sta imela nanj le kratkoročen vpliv.
Leta 1923 je potoval v New York in se vpisal v program za pridobitev doktorata na Univerzi v New Yorku, a se je moral vrniti nazaj na Dunaj, saj se je v tistem času soočal s pomanjkljajem denarja za nadaljnjo financiranje študija. Ob vrnitvi na Dunaj je začel s svojim delom na področju ekonomije.

### Poroka in začetek družine
Friedrich Hayek se je poročil s tajnico avstrijske vlade Heleno Berto Mario von Fritsch avgusta leta 1926, z njo je imel dva otroka, hči Christino Mario Felicitas in sina Lorenza Josefa Heinricha. S Heleno sta se ločila julija 1950. Nekaj tednov po ločitvi se je poročil s Heleno Bitterlich. 

### Kariera
Na Hayeka je imela velik vpliv politična filozofija Ludwiga von Misesa, ki je napisal delo Socializem, ekonomska in sociloška analiza leta 1922, in je bil pomemben član Avstrijske šole ekonomije. Po tem, ko je prebral von Misesovo knjigo, je Hayek začel hoditi na privatne seminarje Ludwiga von Misesa z nekaterimi svojimi univerzitetnimi kolegi, kot so Fritz Machlup, Alfred Schutz in Gottfried Haberler. Nekaj časa kasneje je Ludwig postal Hayekov mentor. Hayek je takrat delal za avstrijsko vlado kot strokovnjak glede pravnih in ekonomskih podrobnosti glede Saintgermainske pogodbe. Obenem je postal tudi direktor novonastalega Avstrijskega inštituta za raziskavo poslovnega cikla, s podporo von Misesa. Hayek je takrat postal redni udeleženec von Misesovih seminarjev, ki so se odvijali enkrat na dva tedna, in se je kvalificiral za ustni izpit, ki ga je bilo treba opraviti za poučevanje na univerzi. Tako je leta 1929 izdal svojo prvo knjigo – Monetarna teorija in ekonomski cikli (Monetary Theory and the Trade Cycle). Dve leti kasneje, torej v letu 1931, je bil povabljen v Veliko Britanijo kot predavatelja za štiri predavanja na temo denarne ekonomije na London School of Economics (LSE) s strani Lionela Robbinsa. Ta štiri predavanja so vodila k temu, da je bil izbran za Tooke katedri za ekonomske znanosti in statistiko na LSE, kjer je opravljal to službo do leta 1950, pri čemer je uradno postal britanski državljan leta 1938. Ko je prišel v Anglijo zaradi predavanj, se je tudi udeležil debate z Johnom Maynardom Keynesom, ki je bil ekonomist na Univerzi Cambridge, kjer sta polemizirala o svojih teorijah glede vloge valute v razviti ekonomiji. Hayek je napisal obširno kritiko Keynesove knjige Razprava o denarju (A Treatise on Money, 1930), na kar se je Keynes odzval s kritiko Hayekove zadnje knjige Cene in proizvodnja (Prices and Production, 1931), pri čemer so se na tej točki vmešali že drugi ekonomisti v njun nesmiselni spor, kar ju je pripeljalo k temu, da sta ponovno razmislila o svojih interesih glede spora. Tako je po incidentu Keynes izdal novo knjigo Splošna teorija zaposlenosti, obresti in denarja (The General Theory of Employment, Interest and Money, 1936), ki je postala najpopularnejša ekonomska knjiga tistega časa. Hayekova Čista teorija kapitala (The Pure Theory of Capital) pa ni uživala takšne popularnosti zaradi njene pozne izdaje in izbruha druge svetovne vojne. Hayekova Pot v hlapčevstvo (The Road to Serfdom), ki je imela naslov zasnovan bistvu politične filozofije knjigi francoskega klasičnega liberalnega misleca Alexisa de Tocquevilleja, je bila napisana med 1940 in 1943 in je izšla marca 1944 v Veliki Britaniji s strani založbe Routledge.
Friedrich Hayek je zapustil LSE po devetnajstih letih službovanja in se je preselil v Ameriko, kjer je sprva živel 12 let v Chicagu, kjer je tudi sprejel ponujeno službo profesorja na Univerzi v Chicagu na katedri za socialno znanost. Njegova prvi semester je bil fakultetni seminar o filozofiji znanosti, ki se ga je udeležila večina znanih znanstvenikov na univerzi vključno z Enricom Fermijem in Sewallom Wrightom. Ko je bil v Chicagu, je delal tudi na filozofiji znanosti, politični filozofiji in ekonomiji ter zgodovini idej. V tem času, ko je urejal knjigo o pismih Johna Stuarta Milla, se je odločil izdati dve knjigi na temo liberalne ureditve, Ustava za svobodo (The Constitution of Liberty) in Ustvarjalne sile svobodne civilizacije (The Creative Powers of a free Civilization). Prva knjiga ni prejela toliko priljubljenosti kot prvenec, s katerim je dosegel akademski preboju, Pot v hlapčevstvo. Leta 1952 je dopolnil in izdal filozofsko-psihološko delo iz mladosti  Sistematika čutil (The Sensory Order), ki se nanaša na psihologijo in je sestavljena iz Hayekovih esejev iz dela 'Abuse of Reason' pod naslovom 'The Counter-Revolution of Science: Studies on the Abuse of Reason'.  V svojih dvanajstih letih v Chicagu je napisal številne članke o različnih tematikah, ki so bili nato zbrani v njegovi knjigi Ustava za svobodo (1960), ki je bila napisana na temo politične filozofije. Dve leti kasneje, leta 1962, je šel v Zahodno Nemčijo na Univerzo v Freiburgu, kjer je služboval vse do svoje upokojitve šest let kasneje, leta 1968, pri devetinšestdesetih letih. V tem času je sprejel tudi častni naziv profesorja Univerze v Salzburgu, Avstrija. Leta 1977 se je vrnil nazaj v Freiburg in dokončal delo na knjigi Pravo, zakonodajstvo in svoboda (Law, Legislation and Liberty, 1973-79), ki je kritika poskusa porazdelitve dobičkov v imenu socialne pravice, in je bila izdana v treh delih. V poznih sedemdesetih letih je bila izdana Denacionalizacija denarja (The Denationalization of Money) s strani Inštituta za ekonomske zadeve v Londonu. Friedrich August von Hayek je začel pisati svojo zadnjo knjigo kritike socializma v zgodnjih osemdesetih letih, a zaradi svojega poslabšujočega se zdravja ni imel možnosti dokončati tega dela, zato mu je filozof William W. Bartley III pomagal pri urejanju njegove zadnje knjige Usodna domišljavost: zmote socializma (The Fatal Conceit: The Errors of Socialism), ki je bila izdana leta 1988.

### Prejetje Nobelove nagrade
9. oktobra 1974 je bilo razglašeno, da bo Friedrich August von Hayek počaščen z Nobelovo nagrado za ekonomijo, skupaj s švedskim socialistom in ekonomistom Gunnarjem Myrdalom. Ta novica je Hayeka močno presenetila. Nobelova nagrada mu je bila podeljena decembra 1974, pri čemer mu je prinesla še dodatno medijsko pozornost in priznanost.

### Pozna leta, priznanja in smrt
Čeprav je bil Hayek po prepričanju agnostik, je bil leta 1980 med dvanajstimi Nobelovimi nagrajenci, ki so bili na častnem sprejemu pri papežu Janezu Pavlu II..
Štiri leta kasneje, leta 1984, je bil povišan v člana angleškega Order of the Companions of Honour s strani kraljice Elizabete II., zaradi nasveta tedanje angleške predsednice vlade Margaret Thatcher, za njegovo 'služenje proučevanju ekonomije'. Leta 1991 je ameriški predsednik George H. W. Bush nagradil Hayeka s 'Presidential Medal of Freedom', ki je ena od dveh najvišjih civilnih nagrad v Združenih državah, za Hayekovo 'življenjsko dobo gledanja preko obzorja'.
Friedrich Hayek je umrl 23. marca 1992 v Freiburgu v Nemčiji in je bil pokopan 4. aprila na pokopališču okrožja Neustift am Walde na severnem obrobju  Dunaja. 

## Filozofija in ekonomske teorije

### Pot v hlapčevstvo, 1944
Hayek je bil zaskrbljen s pogledom angleških akademskih krogov na fašizem kot kapitalistično reakcijo na socializem, čemur je namenil svoje delo "The Road to Serfdom", ki je bilo izdano leta 1944 v Angliji. V tem delu predstavlja, da nacionalni socializem v Nemčiji in fašizem v Italiji nista, kot menijo socialistični misleci, obliki kapitalistične reakcije, temveč sta nadaljevani obliki socializma. Cilj knjige je po mnenju Hayeka bil, da takratno večino, ki je bila proti liberalizmu, spreobrne in jo pripravi k temu, da vidi nevarnosti socializma. Hayekov glavni argument je, da vse oblike socializma in kolektivizma posledično vodijo k ugovoru zoper liberalnim pravicam posameznika in pravnoustavnim principom. Vladanje z močjo v totalitarnih državah, torej takratni Nemčiji, Italiji in Sovjetski zvezi, po njegovem mnenju ni posledica zlobe posameznih ljudstev, temveč preobrata socialističnih naukov določenega gospodarstva, kar vodi k zatiranju ljudstva, četudi to ni bil namen socialistov. 

### Ustava za svobodo, 1960
Svobodna družba predpostavlja po Hayeku prvovrstno dominanco z jasnimi pravili. Potemtakem zagovarja močno omejitev in precizno definicijo državnih upravnih sposobnosti preko ustave, da se s tem ščitijo pravice posameznika. Kot najpomembnejšo omejitev državnega izvajanja prisile je navajal pravila, ki jim mora država slediti in ob tem ne ravnati po lastni želji. Po njegovem mnenju ni problem v tem, kdo vlada nad kom, temveč koliko vladanja lahko izvajajo vladajoči. Neposredno demokracijo brez omejitev državnih organov Hayek odklanja, ker ta oblika prav tako sloni k potlačitvi ljudstva in s tem nastanku totalitarne demokracije. Njegovo predstavo ustave svobode lahko označujemo kot zametek ideje o pravni državi. Takšen sistem ne izključuje, da bo dejavnost gospodarstva regulirana, dokler ustreza regulacija postavljenim pravilom. S tem odklanja Hayek ekonomski sistem laissez-faire. Določeni ukrepi, kot so nadzorovanje cen ali poskus postavitve socialne enakosti pa niso združljivi z njegovo svobodno družbo. Po Hayeku spadajo med dolžnosti države stvaritev pravnega reda, omogočanje javnih storitev, osveščanje v dobro varnosti in svobode, uravnoteženje davkov ter zagotovitev minimalne plače. 

### Neoliberalna politična teorija
Hayek je nadaljeval liberalne ideje politično-filozofske struje, ki jo je začel že Adam Smith, ki se vrti okoli minimalnega koncepta države. Kljubuje predvsem t. i. socialnemu pravu/socialni pravičnosti, ki je po njegovem mnenju le zakrit interes srednjega razreda, da bi onemogočil vmešavanje države. Minimalna država je za Hayeka oblika izogiba moči srednjega sloja, ki strmi k temu, da se porazdeli kapital z namenom stvaritve enakosti med ljudmi. Odraz njegovega mišljenja se kaže predvsem v Ustavi za svobodo (1960), kjer dokaže, da država ne more zagotoviti redistribucije kapitala, če je edini razlog za tem "socialno pravo", saj je po njegovem država le pravno ogrodje, ki zagotavlja posamezniku na koncu prejšnjega odstavka omenjene dejavnike. Na podoben princip je celo leta 1967 predlagal odstranitev podržavljanja valut, torej privatizacijo državnih centralnih bank, kar se da tudi interpretirati kot preoblikovano idejo socializma in ne kot neoliberalno strmenje h krepljenju vloge privatnega sektorja.

### Prispevki k teoriji reda in evolucijski ekonomiji
Poleg ekonomskih vprašanj se je Hayek po vojni ukvarjal predvsem z informacijsko-teoretičnimi, spoznavno-teoretičnimi, kulturno-teoretičnimi ter pravno-filozofskimi problemi kot tudi s teoretičnimi vprašanji na področju psihologije. Po Hayekovem poklicanju na Freiburško univerzo so nastali njegovi prispevki k teoriji o spontanem redu. Poleg teorije o kompleksnejših fenomenih in prepoznavanju ter napovedovanju vzorcev je objavil tudi svoje razmišljanje glede teorije o tekmovanju kot raziskovalni postopek. S tem je Hayek postavil svoje teorije o kulturni evoluciji nasproti ravnovesnemu mišljenju neoklasike. Med njegove bolj znane prispevke štejemo deli Hlinjeno znanje (The Pretence of Knowledge, 1974) in Pravo, zakonodajstvo in svoboda (1979).

## Zapuščina
Hayekove teorije so našle v njegovih poznih letih, torej v osemdesetih in devetdesetih letih, tudi praktično uporabo na primeru gospodarske politike nekaterih predsednikov kot npr. Ronald Reagan v Ameriki in Margaret Thatcher v Veliki Britaniji, pri katerih se je Hayek tudi poznal z njunimi svetovalci na osebni ravni. Ob tem pa je imel Hayek zmeraj ostro nasprotovanje porazdelitvi denarja med državljane, kar je vodilo k Hayekovim predlogom glede sanacije inflacije, ki je vključevala tudi do 20% raven brezposelnosti, samo da bi se prekinilo inflacijo.
Za ustanovitelja Wikipedije Jimmyja Walesa so bila Hayekova dela glede teorije znanja ključne za njegovo izvedbo projekta Wikipedia.
Eno leto po filozofovi smrti je bil na Dunaju ustanovljen Friedrich A. v. Hayek inštitut, ki je zaseben raziskovalni inštitut, katerega cilj je proučevanje Hayekovega gospodarskega in družbenopolitičnega mišljenja in njegovih teorij ter širjenje njegovih idej v javnosti.
Leta 1998 je skupina podjetnikov, znanstvenikov in publicistov v Freiburgu ustanovilo Friedrich A. von Hayek-družbo, ki s svojimi letnimi prireditvami osvešča o Hayekovih idejah. Tako je štiri leta kasneje, torej leta 2002, sledila ustanovitev Friedrich August von Hayek sklada za svobodno družbo, ki tesno sodeluje s prej omenjeno družbo.

### Izbrana dela
- 1935. Prices and Production.
- 1937. Economics and Knowledge.
- 1939. Price Expectations, Monetary Disturbances, and Malinvestments.
- 1944. The Road to Serfdom.
- 1945. The Use of Knowledge in Society.
- 1948. Individualism and Economic Order.
- 1952. The Counter-Revolution of Science: Studies on the Abuse of Reason.
- 1960. The Constitution of Liberty.
- 1973. Law, Legislation, and Liberty.
- 1976. Denationalization of Money.
- 1988. The Fatal Conceit.

### Dela, prevedena v slovenščino
- Hayek, F. A. 1991. Pot v hlapčevstvo. Ljubljana : Državna založba Slovenije. (COBISS)
- Hayek, F. A. 1992. Usodna domišljavost: napake socializma. Ljubljana : Krt. (COBISS)
- Hayek, F. A. 1996. »Varuhi osebne svobode« 2000 : revija za krščanstvo in kulturo 90/91: 78-93 (COBISS)
- Hayek, F. A. 2012. Ustava za svobodo. Ljubljana : Inštitut Nove revije. (COBISS)